# Ronnie Kanalelo
Ronnie Fillemon Kanalelo, als The Magnet bekannt (* 23. Mai 1971 in Walvis Bay, Südwestafrika), ist ein ehemaliger namibischer Fußballspieler und heutiger Trainer. Er spielte aktiv als Torwart.
Von 2000 bis 2001 war er auch südafrikanischer Staatsbürger. Diese Staatsbürgerschaft gab er ab, um die namibische zurückzuerlangen. Namibia hatte aufgrund seines Staatsangehörigkeitsgesetzes Kanalelo die namibische Staatsbürgerschaft zunächst aberkannt.

## Fußballerkarriere
Kanalelo begann seine Karriere beim Blue Waters FC aus seiner Heimatstadt. Für den Verein trat er zwischen 1991 und 1997 in 194 Pflichtspielen an. Anschließend spielte er 64 Mal für den südafrikanischen Erstligisten Mamelodi Sundowns. Mit diesem wurde er in seinen ersten drei Saisons jeweils Meister.
Zwischen 1992 und 1999 spielte er 53 Mal für die namibische Fußballnationalmannschaft. Unter anderem war Kanalelo bei allen drei Partien im Rahmen des Afrika-Cup 1998 im Einsatz.

### Erfolge
- 1997/98: Südafrikanischer Meister
- 1998/99: Südafrikanischer Meister
- 1998/00: Südafrikanischer Meister

## Trainerkarriere
Seine Karriere als Fußballtrainer begann Kanalelo, nach zwei kurzen Gastspielen bei Black Africa (2006/07 und 2009), am 17. August 2010 bei Tura Magic in der zweiten namibischen Liga. Wenig später ging er als Cheftrainer zu den Tigers und war Assistenztrainer der namibischen Nationalmannschaft. Im Juli 2011 wechselte Kanalelo als Torwarttrainer zum südafrikanischen Verein Maritzburg United.
2015 war Kanalelo erneut kurzzeitig Trainer des Rekordmeisters Black Africa. Gleichzeitig diente er interimistisch als Trainer der namibischen Nationalmannschaft, nachdem Ricardo Mannetti zurückgetreten war.
Er trainierte zuletzt den Erstligisten UNAM FC und anschließend Meister African Stars, ehe er im April 2025 die Bucks Buccaneers übernahm. Zudem is er Co-Trainer der namibischen Fußballnationalmannschaft.